# Таво (Падова)
Таво је насеље у Италији у округу Падова, региону Венето.
Према процени из 2011. у насељу је живело 1072 становника. Насеље се налази на надморској висини од 17 м.